# Серро (футбольный клуб)
«Се́рро» (иногда — «Черро») (исп. Club Atlético Cerro) — уругвайский футбольный клуб из города Монтевидео. Один из самых популярных клубов в стране после «Пеньяроля» и «Насьоналя» (за которые суммарно болеет 90 % любителей футбола Уругвая). По итогам 2022 года вернулся в Высший дивизион Уругвая.

## История
Клуб был основан 1 декабря 1922 года. Команда долгое время пребывала в элите уругвайского футбола, но чемпионом не была ни разу. В 1995 году, в результате удачного выступления в Лигилье, «Серро» попал в Кубок Либертадорес, но не сумел пройти дальше группового раунда, поскольку попал в сложнейшую группу с соотечественниками из «Пеньяроля», и аргентинскими грандами — «Индепендьенте» и «Ривер Плейт».
В 2006 году «Серро» был наказан лишением шести очков в чемпионате, из-за чего был вынужден покинуть Первый дивизион. Вернулась команда в элиту спустя год. По итогам сезона 2020 «Серро» вновь покинул Примеру. Через два года «Серро» выиграл плей-офф Сегунды и вернул себе место в элите.

## Достижения
- Победитель Лигильи Уругвая (1): 2009
- Чемпион Второго дивизиона Уругвая (2): 1946, 1998
- Чемпион дивизиона Интермедиа (второй по уровню дивизион) (2): 1940, 1941
- Чемпион дивизиона Интермедиа (второй по уровню дивизион) под эгидой ФУФ (1): 1924
- Чемпион дивизиона Экстра (третий по уровню дивизион) под эгидой ФУФ (1): 1923

## Участие в международных турнирах
- Кубок Либертадорес (3): 1995, 2010, 2017
- Южноамериканский кубок (2): 2018, 2019